# Gräwig
Der Gräwig, früher auch Gräficht, ist ein Waldgebiet in der Gemeinde Ilsede, Landkreis Peine in Niedersachsen. Das 145 ha große Gebiet befindet sich in der Gemarkung Klein Ilsede und grenzt östlich an den Pisserbach der Feldmark Dungelbeck, einem Ortsteil der Stadt Peine.
Der Name leitet sich von dem niederdeutschen „graw“ = Grab ab. Der Name Gräwig oder Gräficht steht in keiner Beziehung zur „gräflichen“ Familie von Schwicheldt, zu deren früheren Besitz das Gebiet gehörte. Aus der jüngeren Bronzezeit (10. bis 8. Jahrhundert v. Chr.) stammen westlich des Pisserbachs im Gräwig ein Hügelgräberfeld und ein weiteres vorgeschichtliches Grabdenkmal, die so genannte Steinkiste.
Der Gräwig wurde 1964 von der Kirchengemeinde Dungelbeck gekauft, welche dafür Pfarrland an den Landkreis Peine zum Bau des Kreiskrankenhauses abgab, welches im November 1971 den Betrieb aufnahm.
Seit 1978 ist der Gräwig Landschaftsschutzgebiet.